# Déri Ferenc
Déri Ferenc (18. század) katolikus pap.

## Élete
Szombathelyi plébános és vasvári kanonok volt.

## Munkái
- Mint egy nagy álló kép, ama nagy, és igen magas álló kép. Az az Fő-tiszt. Barthodeiszky Sigmond úr Szent Norbert szerzete praelatusa Sz. Mihály archangyaltúl nevezett csornai praepost halál kövecskéjével apostolok oszlása napján 1738. eszt. ledöntetett urnak képe. Győr, 1739.
- Halottas prédikáczió, melyet Csehországban vitézűl elesett Méltgs. Gróf Cziráki Jósefnek… Sopronban Sz. Mihály havának első napján tartott exequiáin mondott. Sopron, 1742.

Kéziratban: Elesebb vasvármegyei Kemenesallyai kemény megtüzedsedett vas azaz Prágához Közel Proszik mezején elesett mélt. gróf Cziráki Jozsef úr, föls. királynénk tanácsa tek. vasvármegyei vitézlő regementnek obestere, kinek is midőn exequiáit hála adó szivvel tartaná tek. vasvármegyei Szombathely városában 1742. 11. szept. így prédikállott. (4-rét 12 lap)